# ديليريا (لاريسا)
ديليريا (Δελέρια) هي مدينة في لاريسا في مقاطعة فوريا إلادا في اليونان.
يبلغ عدد سكانها حوالي 791 نسمة.